# Atrypanius irrorellus
Atrypanius irrorellus är en skalbaggsart som beskrevs av Bates 1885. Atrypanius irrorellus ingår i släktet Atrypanius och familjen långhorningar.
Artens utbredningsområde är:
- El Salvador.
- Guatemala.
- Honduras.
- Panama.

Inga underarter finns listade.